# Луций Манлий Ацидин Фульвиан
Лу́ций Ма́нлий Ациди́н Фульвиа́н (лат. Lucius Manlius Acidinus Fulvianus; умер после 179 года до н. э.) — римский военачальник и политический деятель из плебейского рода Фульвиев (по усыновлению — Манлиев), консул 179 года до н. э.

## Происхождение
Отцом Луция Манлия был четырёхкратный консул, герой Второй Пунической войны Квинт Фульвий Флакк из плебейского рода Фульвиев, перебравшегося в Рим из Тускулума в середине IV века до н. э. Женой Квинта была патрицианка Сульпиция, и это может объяснять, почему именно Луций стал первым плебеем, перешедшим по усыновлению в патрицианскую семью. Он стал членом патрицианского рода Манлиев и приёмным сыном Луция Манлия Ацидина, претора 210 года до н. э.
У Луция был родной брат Квинт Фульвий Флакк.

## Биография
Впервые Ацидин Фульвиан упоминается в источниках в связи с событиями 188 года до н. э., когда он стал претором и получил в управление Ближнюю Испанию (ранее этой провинцией семь лет управлял его приёмный отец). Получив проконсульский империй, Ацидин Фульвиан оставался в Испании до 185 года. В 186 году до н. э. в большом сражении у города Калагуррис он разбил кельтиберов: две тысячи были убиты и двенадцать тысяч взяты в плен. Согласно Ливию, только приезд преемника помешал ему окончательно подчинить врага. Вернувшись в Рим, Ацидин Фульвиан потребовал триумфа, но получил только овацию, поскольку не смог полностью замирить свою провинцию.
В 183 году до н. э. Луций Манлий был одним из трёх послов к галльскому племени, перешедшему Альпы и поселившемуся на римской территории в Трансальпийской Галлии. Этим галлам вернули захваченное ранее имущество и заставили их уйти обратно. Тогда же Луций Манлий как один из триумвиров (вместе с консулярами Публием Корнелием Сципионом Назикой и Гаем Фламинием) участвовал в организации колонии Аквилея и довёл эту работу до конца к 181 году до н. э. В этом городе была поставлена статуя в его честь.
В 179 году до н. э. Ацидин Фульвиан стал консулом вместе со своим кровным братом Квинтом Фульвием Флакком; античные авторы сочли избрание двух братьев уникальным событием. Луций Манлий достиг консулата достаточно поздно, учитывая дату его претуры, и, по мнению Ф. Мюнцера, это избрание не обрадовало сципионовскую «партию». Об этом может говорить эпизод, описанный в одном из трактатов Цицерона, когда речь зашла об остротах, основанных на притворном непонимании шутником заданного ему вопроса:

В этом же роде и та шутка, которую приписывают известному Сципиону Малугинскому, когда он от своей центурии должен был голосовать на консульских выборах за Ацидина и на слова глашатая «Скажи о Луции Манлии» заявил: «По-моему, человек он неплохой и отличный гражданин».
— Цицерон. Об ораторе, II, 260.
В качестве консула Ацидин Фульвиан воевал вместе с братом в Лигурии, но без каких-либо заметных успехов. О его дальнейшей судьбе ничего не известно.

## Потомки
Сын Луция Манлия (без указания преномена) упоминается у Тита Ливия как один из спутников консула 171 года до н. э. Публия Лициния Красса в его македонском походе.